# マカンコウサッポウ

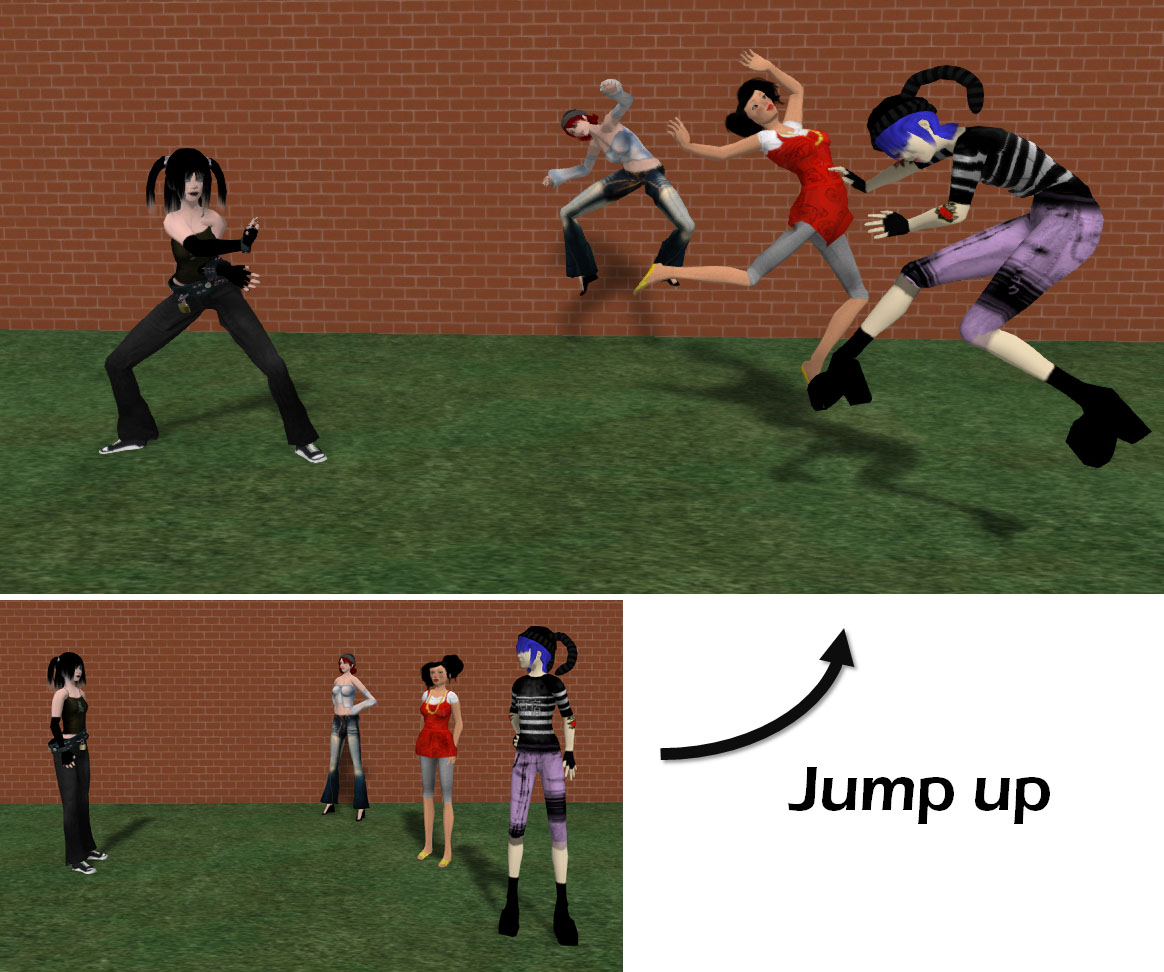

マカンコウサッポウとは、ある人物を中心に跳躍した瞬間を撮影することでその人の発した技（不可視のエネルギーや拳圧・風圧など）でふっ飛んだように見せかけた写真を撮るインターネット・ミーム。
2013年の2月頃から日本の女子高校生たちが「マカンコウサッポウ」と称してTwitterに投稿し始めていたが、3月の終り頃から専用のスマホアプリが作られたりまとめサイトなどで広まり、ITmedia等種々のネットメディアに取り上げられるようになった。なお、マカンコウサッポウ（魔貫光殺砲）とは、漫画『ドラゴンボール』においてピッコロなどの登場人物が使う技である。しかし、ブームの発端となった投稿者はこの写真の技のネーミングを、投稿者の友人が言っていた「マカンコウサッポウ」の語感が面白いと感じてこの写真を投稿する際に「マカンコウサッポウ」と称しただけであり、投稿した本人は漫画ドラゴンボールの魔貫光殺砲が存在する事も全く知らなかったという。
同様の方法で一直線に吹っ飛んだように見せる写真はかめはめ波とも呼ばれる。「かめはめ波」も『ドラゴンボール』作中の技名である。
これは Hadouken（『ストリートファイター』シリーズの波動拳のこと）や Hadouken-ing として日本国外にも広がり、イギリスやアメリカ合衆国のメディアでも取り上げられるようになった。フランス、ドイツ、南アメリカのスペイン語圏でも広がりを見せた。。
これに触発されるような形で、『スター・ウォーズ・シリーズ』で非接触で首を絞め上げるフォース・グリップの真似をする写真が Vadering（「Vader」はダース・ベイダーのこと）としてアメリカを中心に流行った。。
2013年4月には相次いでiPhone/Android用「マカンコウサッポウ」アプリが登場した。これらのアプリはリリース直後に日本のAppStoreのカメラ/ビデオカテゴリーで上位を獲得した。